# Muzej parfemskih bočica Pudar
Muzej parfemskih bočica Pudar u Bezdanu, zvanično je osnovan 2014. godine, eksponatima privatne kolekcije sestara Biljane Pudar i Jelene Pudar Blagojević, koja je počela da se skuplja dok su bile devojčice.
Ovakav izložbeni prostor je jedinstven u ovom delu Evrope, koji pored Barselone u Španiji, ima vrednu kolekciju bočica koja broji 3100 primeraka, zaključno sa majem 2020. godine. U muzeju se mogu pronaći bočice parfema proizvođača iz različitih zemalja. Pa tako kolekciju krase bočice mnogih poznatih proizvođača kao što su Chanel, Guerlain, Jean Patou, Hermes, Burberry i mnoge druge poznate kuće. 
U kolekciji je najstarija kolonjska voda, za koju je prvi put recept korišten još u 17. veku. Bočica iz kolekcije je stara preko 40 godina i ona je jedna od najstarijih i po recepturi i po godištu u ovom Muzeju. Dok se među eksponatima nalazi i jedan od najskupljih parfema na svetu kreiran od strane britanskog dizajnera Klajv Kristijana i onaj najskuplji omanski „Amouage” legendarnog parfemiste Gej Roberta.
Interesovanja kolekcionarki sestara Pudar su posebno usmerena ka „Niche” parfemima, koji su jedna nova era filozofije mirisa. Postoji veoma interesatnih priča o mirisu, nazivu i bočici parfema. Suština ovih parfemskih kuća je nezavisnost i sloboda stvaralaštva. Pa ćete u muzeju ćete pronaći jedan parfemski odeljak niche parfemskih kuća poput Amouage, Serge Lutens, Creed, Etata Libre D Orange, Clive Christian...
Postavka njihove kolekcije, u okviru izložbe „Glamur u bočici”, bila je u Zbirci strane umetnosti Muzeja grada Novog Sada 2015. godine.

## Spoljašnje veze
- „Muzej parfemskih bočica "Pudar"”. Facebook. Приступљено 30. 5. 2020.
- „Mesto u Srbiji koje najlepše miriše”. Mondo. Приступљено 30. 5. 2020.
- „Jedinstveni muzej u Srbiji: sestre Pudar iz Bezdana ljubav prema parfemima pretvorile u neverovatnu atrakciju”. Lepa&Srećna. Приступљено 30. 5. 2020.[мртва веза]